# 746 (numero)
Settecentoquarantasei (746) è il numero naturale dopo il 745 e prima del 747.

## Proprietà matematiche
- È un numero pari.
- È un numero composto con 4 divisori: 1, 2, 373, 746. Poiché la somma dei suoi divisori (escluso il numero stesso) è 377 è un numero difettivo.
- È un numero semiprimo.
- È un numero intero privo di quadrati.
- È un numero malvagio.
- È un numero nontotiente (per cui la equazione φ(x) = n non ha soluzione).
- È parte delle terne pitagoriche (504, 550, 746), (746, 139128, 139130).

## Astronomia
- 746 Marlu è un asteroide della fascia principale del sistema solare.
- NGC 746 è una galassia irregolare della costellazione di Andromeda.

## Astronautica
- Cosmos 746 è un satellite artificiale russo.